# Ectatosia
Ectatosia is een kevergeslacht uit de familie van de boktorren (Cerambycidae). De wetenschappelijke naam van het geslacht werd voor het eerst geldig gepubliceerd in 1857 door Pascoe.

## Soorten
Ectatosia omvat de volgende soorten:
- Ectatosia invitticollis Breuning, 1961
- Ectatosia maculosa Fisher, 1935
- Ectatosia moorei Pascoe, 1857
- Ectatosia sumatrensis Gahan, 1907